# Songs Of Silence
Songs of Silence es el primer álbum en vivo y el tercero en general de la banda de power metal Sonata Arctica. El álbum fue grabado en el concierto del 4 de septiembre de 2001 en Tokio.

## Canciones

### Disco 1
1. Intro (1:12)
2. Weballergy (4:25)
3. Kingdom For A Heart (4:10)
4. Sing In Silence (3:50)
5. False News Travel Fast (5:20)
6. Last Drops Falls (5:16)
7. Respect The Wilderness (4:03)
8. FullMoon (5:26)
9. The End Of This Chapter (6:01)
10. The Power Of One (9:35) Bonus Track Japonés
11. Replica (5:12)
12. My Land (5:02)
13. Black Sheep (4:08)
14. Wolf And Raven (6:09)

### Disco 2
Editado solo en Japón
- Blank File (4:34)
- Land Of The Free (4:54)
- PeaceMaker (Grabado en estudio) (3:28)

- Datos: Q769427